# Dariusz Jarecki
Dariusz Jarecki (ur. 23 marca 1981 w Barlinku) – polski piłkarz grający na pozycji pomocnika w LKS Jasionka.

## Sukcesy

### Jagiellonia Białystok
- Puchar Polski (1) : 2009/10